# Mandaguari
Mandaguari là một đô thị thuộc bang Paraná, Brasil. Đô thị này có diện tích 335,816 km², dân số năm 2007 là 32976 người, mật độ 100,8 người/km².